# Vincent et moi
Vincent et moi è un film del 1990 diretto da Michael Rubbo.

## Trama
Jo, una ragazza del Québec di tredici anni, è appassionata di disegno e adora il pittore Vincent van Gogh. Grazie a una borsa di studio lascia il suo villaggio per frequentare le lezioni in una scuola di belle arti a Montréal. Un giorno vende uno dei suoi disegni ad un uomo incontrato in un caffè. Qualche tempo dopo Jo si rende conto, attraverso la consultazione di una rivista d'arte, che il suo disegno è stato venduto come un'opera di gioventù del suo idolo van Gogh. Parte quindi per Amsterdam, cercando l'impostore. Per smascherarlo si propone di andare direttamente a parlare con Jeanne Calment, l'unica persona tra i viventi ad aver conosciuto il pittore.

## Curiosità
- In questo film è presente la persona più longeva di tutti i tempi, Jeanne Calment (1875-1997), che quando recitò nel film aveva 114 anni. In tal modo la donna divenne anche la più anziana attrice di tutti i tempi.